# Matt Heafy

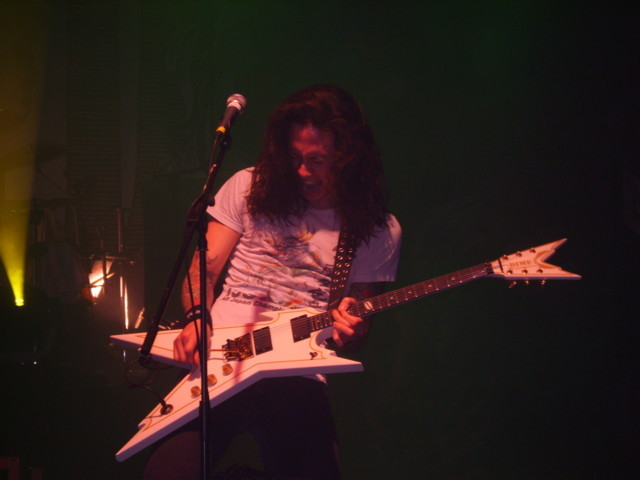
Matt Heafy med Trivium 2007

Matthew Kiichi "Matt" Heafy, född 26 januari 1986, är en amerikansk musiker, känd som sångare och gitarrist i metalbandet Trivium. 
Matt Heafy föddes i Iwakuni, Japan. Han flyttade som barn till Orlando, Florida, vilket numera är hans hemstad, och blev amerikansk medborgare. Hans far är engelsman och hans mor är japanska. Heafy gick vid 14 års ålder med i Trivium, efter att resten av bandet såg honom på en talangshow när han spelade och sjöng "No Leaf Clover" av Metallica. Han vann vid 18 års ålder MetalHammers Best Metal Guitarist Award.
Utöver Trivium är Heafy gitarrist i bandet Capharnaum och han medverkade även i Roadrunner United-projektet.
Bland Matts absoluta favoritband kan man se Hate Eternal, The Beatles, Metallica, Dissection, Mayhem och Mörk Gryning. Matt Heafy själv har sagt i ett flertal intervjuer att han inom några år ska starta ett Black metal-projekt eftersom han har så stor kärlek till genren.